# Museu arqueológico e etnográfico Manuel Vicente Guerreiro
O Museu arqueológico e etnográfico Manuel Vicente Guerreiro é um equipamento cultural na aldeia de Santa Clara-a-Nova, na região do Alentejo, em Portugal.

## Descrição e história
Segundo a autarquia de Almodôvar, o museu pretende ser um novo modelo de «museografia», que tem como finalidade ser «uma renovação que permita captar novos públicos, através de uma estratégica que aposta na inovação, com uma nova roupagem, bem como uma aposta na aproximação de gerações», acrescendo que pretende ser um «marco diferenciador na museologia regional».
Encerra um importante espólio etnográfico e arqueológico, composto por mais de 1300 peças. O acervo etnográfico é formado por várias ferramentas e outras peças, que explicam diversas facetas da vida quotidiana na região durante o passado recente, até cerca da década de 1960, como as tradições e ofícios, com uma forte ligação ao mundo rural. Retrata-se por exemplo a ceifa, a apicultura, a produção de cortiça e a pastorícia. Também são recriados alguns ambientes típicos desta época, como as oficinas do ferreiro e do abegão, a mercearia, a taberna, então conhecida como venda, a escola, a tecelagem, a barbearia, e a casa do povo, destacando-se a reconstituição de uma casa típica do Alentejo, principalmente a cozinha, onde se encontra uma chaminé e um alambique para medronho. Também possui um valioso conjunto de peças arqueológicas, oriundas do Povoado das Mesas do Castelinho, e que abrangem um longo período da história, desde a Idade do Ferro até à época muçulmana, passando pelo domínio romano.
É dedicado a Manuel Vicente Guerreiro, que foi o principal responsável pela fundação do museu, tendo reunido uma grande parte do espólio etnográfico, que foi maioritariamente doado pelos habitantes da área de Santa Clara-a-Nova.
Situa-se num edifício da década de 1980, sucedendo a um espaço anterior, conhecido como o Museu Etnográfico Manuel Vicente Guerreiro. Em Março de 2012, o jornal Sul Informação noticiou que a Câmara Municipal iria assinar um acordo de colaboração com a Casa da Cultura de Santa Clara-a-Nova, de forma a integrar o museu etnográfico na Rede de Museus de Almodôvar, ficando o município responsável pela gestão do espaço. No sentido de proceder à sua ampliação e conversão no novo museu, o imóvel foi alvo de obras de reabilitação, tendo este empreendimento custado mais de 350 mil Euros, que foram comparticipados por fundos europeus, no âmbito do Programa de Desenvolvimento Rural. Foi inaugurado no dia 8 de Agosto de 2015, sendo então o quarto equipamento deste género no concelho, em conjunto com o Museu Municipal, o Museu da Escrita do Sudoeste, e o Museu de Arte Sacra.
Em 2016, o museu recebeu uma menção honrosa no Prémio Instituição da Associação Portuguesa de Museologia, na categoria de Melhor Informação Turística.